# Gondica
Gondica är ett svenskt actioninriktat fantasyrollspel i en heroisk spelvärld utgivet av spelföretaget Rävspel 1998. Spelet är konstruerat av Anders Blixt och Åke Rosenius som också illustrerat grundreglerna.
Spelsystemet uppmuntrar cineastisk handling i bästa Errol Flynn-stil och spelarnas rollpersoner kan med tiden bli vitt ryktbara hjältar som färdas vida på jakt efter ära och rikedom. Spelvärlden Gondica är dynamisk, komplex och färgstark med många spännande högkulturer. 